# نواة متكئة
النَّواة المُتَكِئَة (الاسم العلمي: 
nucleus accumbens septi) هي منطقة مهمة بالمخ. وهذه المنطقة مسؤولة عن المكافآت بالدماغ البشري، وتنشط عند حصول الإنسان على الطعام الجيد أو المال، كما تنشط عند حصول الشخص على سمعة جيدة وثناء ومديح لشخصه.
نجد أن من صفات الإنسان الرئيسية سعيه الدائم لتحسين سمعته، وتبين للباحثين أن المنطقة المسؤولة عن المكافآت بالدماغ تكون في قمة نشاطها حين يتعلق الأمر باعتراف الآخرين بالشخص وتقديرهم له وأفعاله. أما ثناؤه على الآخرين فيلعب دورًا أقل في تنشيط تلك المنطقة من دماغه.

## مقدمة
الدماغ هو العضو الأكثر تعقيداً في جسم الإنسان. إنّه مسؤول عن كلّ أفكارنا، وأعمالنا، وذكرياتنا، ومشاعرنا، وتجاربنا في العالم. فهذه الكتلة الهلامية من الأنسجة التي يبلغ وزنها حوالى 1.4 كلغ، تحتوي على عددٍ مذهل من الخلايا العصبية أو العصبونات، تحتوي على مئةِ مليارٍ منها. هنالك مناطق فرعية مختلفة تحقق نموا مطردا (أساسية مقابل درع) والمجموعات الفرعية والخلايا العصبية داخل كل منطقة (المستقبلات المماثلة لـD1 مقابل المستقبلات المماثلة لـD2 داخل العصبون الشوكي المتوسط) تكون المسؤولة عن الوظائف المعرفية المختلفة.
وبالتالي، فإنه له دور كبير في الإدمان.

### القشرة
قشرة النواة المتكئة هي أساس النواة المتكئة. تشكل القشرة واللب معًا النواة المتكئة بأكملها.

## البنية
النواة المتكئة عبارة عن مجموعة من الخلايا العصبية التي توصف بأنها ذات قشرة خارجية ونواة داخلية.

### داخلياً
تشمل المكونات الداخلية الرئيسية الغلوتاماتية الفعل في النواة المتكئة قشرة الفص الجبهي (وعلى وجه التحديد قشرة الفص الجبهي الظهري وقشرة تحت الحوفي) واللوزة القاعدية الجانبية [الإنجليزية] والحصين البطني

## أنواع الخلايا
إن ما يقرب من 95% من الخلايا العصبية في النواة المتكئة عبارة عن خلايا عصبية شوكية متوسطة غابيّة الفعل والتي تُعبر -بشكل أساسي- إما عن مستقبلات مماثلة لـD1 أو مماثلة لـD2. وحوالي 1-2% من أنواع الخلايا العصبية المتبقية عبارة عن عصبونات كولينية بينية شوكية، وأخرى عبارة عن خلايا عصبية بينية غابيّة الفعل.

## الكيمياء العصبية
تشتمل بعض النواقل العصبية والمعدلات العصبية والهرمونات التي توَصِّل الإشارة عن طريق مستقبلات داخل النواة المتكئة على:
- الدوبامين: ينطلق الدوبامين في النواة المتكئة بعد التعرض لمحفزات مجزية، بما في ذلك الأدوية الترفيهية مثل الأمفيتامينات والكوكايين والنيكوتين والمورفين.[14][15][16]
- الفينيثيلامين والتيرامين: الفينيثيلامين والتيرامين عبارة عن أمينات نزرة يتم تصنيعها في الخلايا العصبية التي تعبر عن إنزيم هيدروكسيلاز الحمض الأميني العطري (AADC)، والذي يشتمل على جميع الخلايا العصبية الدوبامينية.[17][18][19] يعمل كلا المركبين كمعدلين عصبيين للدوبامين، وينظمان امتصاص وإطلاق الدوبامين في النواة المتكئة عبر التفاعلات مع VMAT2 والمستقبل المرتبط بالأمين النزر 1 في المحطة المحورية للخلايا العصبية الوسطية الطرفية للدوبامين.
- القشريات السكرية والدوبامين: مستقبلات القشريات السكرية هي مستقبلات ستيرويدية القِشْرَانِيّة والوحيدة في قشرة النواة المتكئة. من المعروف حاليًا أن الليفودوبا (L-Dopa) والمنشطات وخاصة القشرانيات السكرية هي المركبات الذاتية الوحيدة المعروفة التي يمكن أن تحفز المشاكل الذهانية؛ لذا فإن فهم السيطرة الهرمونية على الإسقاطات الدوبامينية مع فيما يتعلق بمستقبلات القشريات السكرية يمكن أن يؤدي إلى علاجات جديدة للأعراض الذهنية. أظهرت دراسة حديثة أن تثبيط مستقبلات القشريات السكرية يؤدي إلى انخفاض في إفراز الدوبامين، مما قد يؤدي إلى بحث مستقبلي يشمل الأدوية المضادة للقشرانيات السكرية لتخفيف الأعراض الذهنية.[20]
- غابا: أشارت دراسة حديثة أجريت على الفئران التي استخدمت ناهضات ومناهضات غابا إلى أن مستقبلات غابا A في قشرة النواة المتكئة لها سيطرة مثبطة على سلوك الانعطاف المتأثر بالدوبامين ومستقبلات مستقبل غابا B [الإنجليزية] لها سيطرة مثبطة على تحول سلوك عبر الأسيتيل كولين.[21][22]
- الغلوتامات: أظهرت الدراسات أن الحصار الموضعي للمستقبلات الغلوتاماتية وNMDA في مركز النواة المتكئة يضعف التعلم المكاني.[23] وفي دراسة أخرى تبين أن كلا من NMDA وAMPA -وكلاهما من مستقبلات الجلوتامات- يلعبان أدوارًا مهمة في تنظيم التعلم الفعال.[24]

- السيروتونين أو HT-5: بشكل عام، يكون المشبك الكيميائي العصبي للسيروتونين أكثر وفرة ولديه عدد أكبر من الاتصالات المتشابكة في قشرة النواة المتكئة عن قلب النواة. وهو أيضًا أكبر وأكثر سمكًا ويحتوي على حويصلات أساسية كثيفة أكبر من نظيراتها في قلب النواة المتكئة.[25]

## الوظائف

### المكافأة والتعزيز
تلعب النواة المتكئة -باعتبارها جزءًا من نظام المكافأة- دورًا مهمًا في معالجة المحفزات المكافئة، وتعزيز المنبهات (مثل الطعام والماء) والرعاية البوية المكافآت التي تعتبر مجزية (كإدمان المخدرات، والجنس، بالإضافة إلى إدمان الرياضة).
تسمح لجسم بأن يشعر باللذة عند تناول الطعام، والشرب، والتناسل، والحصول على الرعاية، ومشاعر اللذة هذه تعزِّز السلوك لكي يتكرَّر. وكلٌّ من هذه السلوكيات مطلوبٌ من أجل استمرارية الجنس البشري. أمَّا المكافآت الاصطناعية، كالمخدّرات، فتوفّر إحساساً فورياً بالمكافأة يليه شعور بالخيبة، وهذا يمنع أيّ مكافأة طبيعية أخرى من أن تكون كاملة. هناك أجزاء معيّنة من الدماغ تنظِّم وظائف محدَّدة، كالحسّ والحركة، بالإضافة إلى المخيخ للتنسيق، والحُصَين للذاكرة. وتتولّى الخلايا العصبية، أو العصبونات، الربط بين منطقةٍ وأخرى عبر مساراتٍ معيّنة، لإرسال المعلومات ودمجها. وقد تكون مسافات امتداد العصبونات قصيرة أو طويلة، مثل مسار المكافأة الذي ينشط عندما يتلقّى الشخص تعزيزاً إيجابياً لسلوكيات، أو مخدّرات معيّنة («مكافأة»). يتكوَّن الجهاز العصبي المركزي من الدماغ والنخاع الشوكي. إنَّها وحدة وظيفية مؤلَّفة من مليارات الخلايا العصبية (العصبونات) التي تتواصل مع بعضها البعض عن طريق الإشارات الكهربائية والكيميائية.

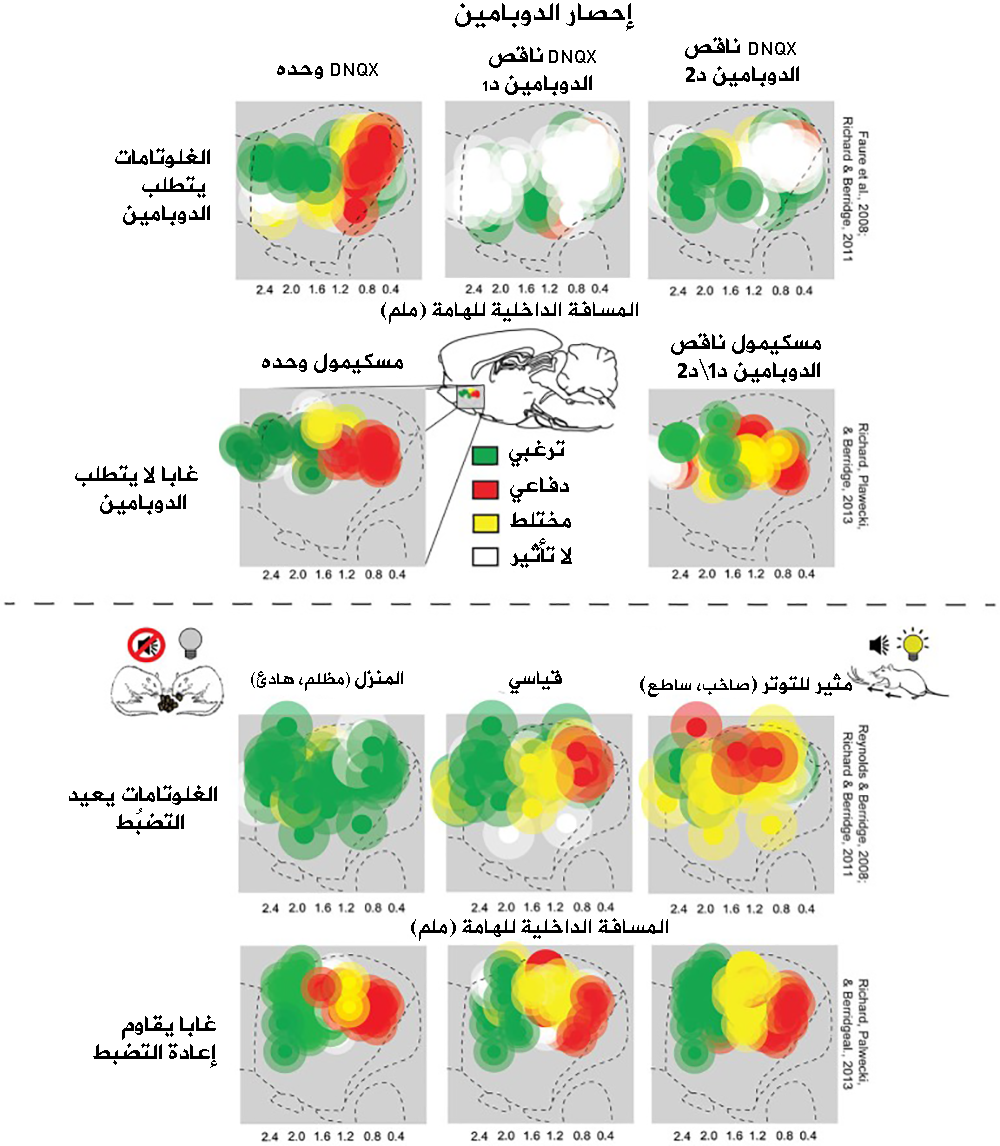
تضبط التصرفات الترغبية والدفاعية في قشرة النواة المتكئة.

### سلوك الأم
وجدت دراسة مصورة بالرنين المغناطيسي الوظيفي (fMRI) التي أُجريَت في عام 2005 أنه عندما كانت أم الفئران موجودة مع صغارها، كانت مناطق الدماغ المشاركة في حالة تعزيز، بما في ذلك النواة المتكئة - كانت نشطة للغاية. تزداد مستويات الدوبامين في النواة المتكئة أثناء سلوك الأم (مع صغارها).

### النفور
بالرغم من أن تنشيط 
العصبون الشوكي المتوسط لمماثل الـD2 في النواة المتكئة له دور في المكافأة، إلا أنه -أيضا- له دور في تعزيز النفور.

## الأهمية السريرية

### الإدمــان
الإدمان هو حالة تدفع الشخص إلى القيام بسلوكٍ قهري، حتّى عندما تواجهه عواقب سلبية. وهذا السلوك مُعزِّز، أو مُكافِئ. وتتمثّل إحدى سمات الإدمان الرئيسية في فقدان السيطرة لجهة الحدّ من تناول المواد المسبّبة للإدمان. وتشير الأبحاث الأخيرة إلى أنّ مسار المكافأة قد يكون أكثر أهميةً في الرغبة الشديدة المرتبطة بالإدمان، مقارنةً مع المكافأة بحدّ ذاتها. ولقد تعلّم العلماء الكثير عن القواعد الكيميائية-الحيوية، والخلوية، والجزيئية الخاصة بالإدمان؛ فاتّضح أنّ الإدمان هو مرضٌ يصيب الدماغ.
- التحمّل: عندما تُستخدَم المخدّرات كالهيروين، بشكلٍ متكرّر مع الوقت، قد ينشأ «التحمّل». والتحمّل يحدث عندما يتوقّف الشخص عن التفاعل مع المخدّر كما كان يحصل معه سابقاً. بتعبيرٍ آخر، يحتاج إلى جرعةٍ أكبر من المخدّر للتوصّل إلى مستوى التفاعل نفسه الذي كان يبلغه في السابق. ومع الاستخدام المتكرّر للهيرويين، تحصل التبعية أيضاً. والتبعية تتطوّر عندما تتكيّف العصبونات مع التعرّض المتكرّر للمخدّر، ولا تعمل بشكلٍ طبيعي إلّا بوجود المخدّر.
- الانسحاب: عندما يتوقّف الشخص عن تناول المخدّر، تحدث عدّة ردود فعل فيسيولوجية. قد تكون خفيفة (مع الكافيين مثلاً)، أو حتّى مميتة (مع الكحول مثلاً). وهذا ما يُعرَف بمتلازمة الانسحاب. وفي حالة الهيرويين مثلاً، قد يكون الانسحاب صعباً جداً، فسوف يعود المدمن إلى استخدام المخدّر مجدّداً لتفادي متلازمة الانسحاب.

### الاستئصال
أجري استئصال راديوي للنواة المتكئة، وذلك لعلاج الإدمان وفي محاولة لعلاج الأمراض النفسية. ولكن النتائج لا تزال غير حاسمة ومثيرة للجدل.

### فاعلية العلاج الوهمي
لقد ثَبُت أن تنشيط النواة المتكئة يُحدِّث تحسبًا لفعالية الدواء عندما يتعاطى أحد علاجًا وهميًا، مما يشير إلى الدور المساهِم للنواة المتكئة في فاعلية الدواء الوهمي.

## صور إضافية

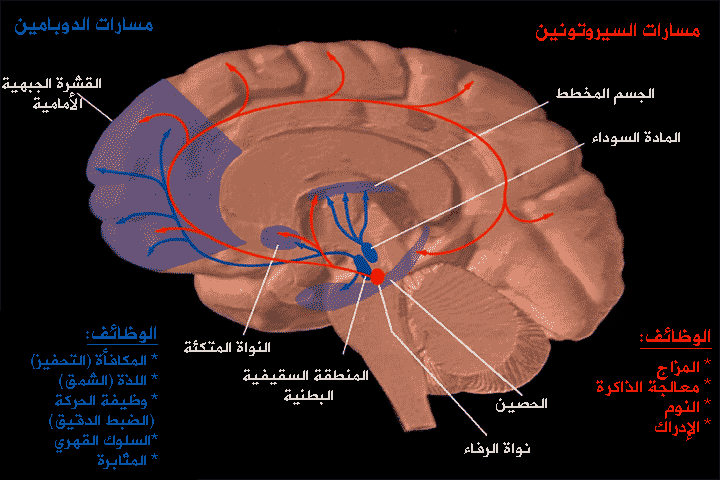
مسارات ووظائف الدوبامين والسيروتونين
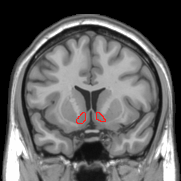
التصوير بالرنين المغناطيسي الشريحة الاكليلية تظهر النواة المتكئة المبينة باللون الأحمر
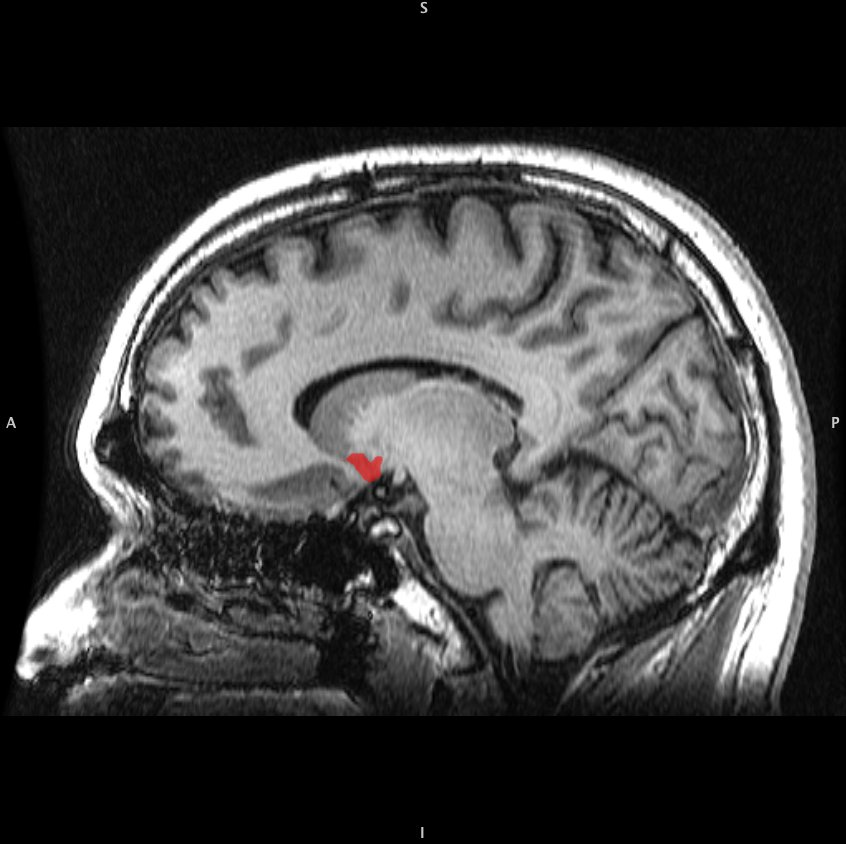
التصوير بالرنين المغناطيسي سهمي الشكل مع تسليط الضوء (الأحمر) مما يدل على النواة المتكئة.
تصوير بالرنين المغناطيسي تظهر فيه النواة المتكئة باللون الأخضر على صور التصوير بالرنين المغناطيسي T1 الإكليلية.
تصوير بالرنين المغناطيسي تظهر فيه النواة المتكئة باللون الأخضر على صور التصوير بالرنين المغناطيسي T1 السهمي.
تصوير بالرنين المغناطيسي تظهر فيه النواة المتكئة باللون الأخضر في صور التصوير بالرنين المغناطيسي T1 المستعرضة.

## وصلات خارجية
- دور النواة المتكئة في دائرة المكافأة . Part of "The Brain From Top to Bottom." at thebrain.mcgill.ca
- Nucleus Accumbens – Cell Centered Database
- صور لشريحة دماغية مصبوغة تُشمل "nucleus%20accumbens" على مشروع برين مابز [الإنجليزية]‏